# Daniel Nicolas Miorcec de Kerdanet
Daniel Nicolas Miorcec de Kerdanet est né le 11 juin 1752 à Lesneven (Finistère) et mort dans la même ville le 24 septembre 1836. 

## Biographie
Reçu avocat au Parlement de Rennes le 15 avril 1776 et sensible aux idées des philosophes du XVIIIe siècle, il fut élu député aux États généraux de 1789, mais refusa de prendre part aux travaux de l'Assemblée constituante, mais fut nommé maire de Lesneven. Il fut entre 1791 et 1793 inquiété à plusieurs reprises en raison de ses sympathies royalistes et de son attitude favorable aux prêtres réfractaires. 
Caché à Plougar chez Jean Pinvidic pendant la Terreur, le 18 nivôse an II (9 janvier 1794), il est arrêté pour la troisième fois et conduit au château de Brest, traduit devant le tribunal révolutionnaire, comme coupable d'avoir envoyé des fonds aux émigrés et de chercher à discréditer les assignats, il fut encore acquitté et remis en liberté le 15 floréal suivant.
Après le renversement de Robespierre le 9 thermidor an II, il devient administrateur du district de Lesneven, puis administrateur du Finistère et juré de la haute cour nationale, mais est jugé trop favorable aux émigrés dans le cadre des procédures de restitution des biens nationaux et remplacé en l'an VI. Il favorise aussi le rétablissement du culte catholique, par exemple Daniel Nicolas Miorcec de Kerdanet et son épouse Marie Jeanne Le Guell des Places rachètent le 17 avril 1795 la Chapelle Jésus à Trégarantec afin de la rendre au culte.
Il resta alors à l'écart de la vie politique jusqu'en 1806, date à laquelle il devient  président du conseil général du Finistère. Louis XVIII l'anoblit lors de la Première Restauration en 1814 et il est élu député du Finistère lors de la Seconde Restauration le 22 août 1815, siégeant parmi les ultra-royalistes. Son mandat de député prit fin le 5 septembre 1816 et il cessa alors toute activité politique.
Son fils, Daniel Louis Olivier Miorcec de Kerdanet, fut un historien local.

## Sources
- « Daniel Nicolas Miorcec de Kerdanet », dans Adolphe Robert et Gaston Cougny, Dictionnaire des parlementaires français, Edgar Bourloton, 1889-1891 [détail de l’édition]